# チムー文化

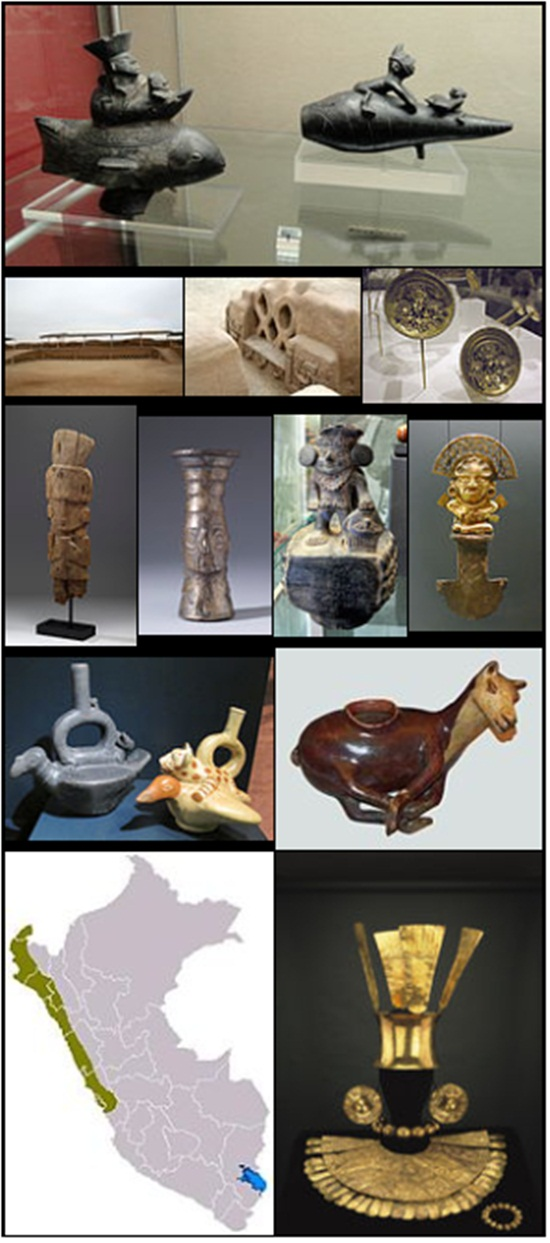
チムー文化

チムー文化（Chimú culture）は、ペルー北西岸に栄えた文化。文化を築いたチムー王国の都は、現在のトルヒーリョ近郊のモチェ谷にあるチャン・チャンであった。西暦900年頃に始まったとされる。インカ帝国の皇帝トゥパック・インカ・ユパンキは、スペインの進出が始まる50年前の西暦1470年頃にチムー王国征服に乗り出した。
チムー人は月を信仰していたことが知られ、月は太陽よりも強力であると考えていた。
チムー文化は、白黒の壺、銅、金、銀、青銅などの精巧な金属加工物で知られている。

## 遺跡
2019年、ペルー北部の沿岸部で15世紀の遺跡を調べていた考古学研究チームが、子ども137人および成人3人の人骨と、ラマの赤ちゃん200頭以上の骨格を発掘。出土品や放射性同位元素による年代測定（1450年頃）からチムー文化の遺跡と判断された。出土した人骨からは心臓を取り外した跡が確認されること、人骨の下には分厚い泥の層が堆積していたことから、何らかの災害が発生した後に行われた生贄の儀式と考えられている。